# 巨星傳奇
巨星傳奇集團有限公司（英語：Star Plus Legend Holdings Limited，港交所：6683），简称巨星傳奇，是一家以新零售及跨媒體製作为主营业务的公司，成立于2017年。公司在开曼群岛注册，运营总部位于中国江苏省昆山市。该公司由周杰伦母亲叶惠美、经纪人杨峻荣、前魔杰电竞CEO马心婷、周杰伦经纪公司执行高管陈中共同创立。周杰伦本人虽未持有公司股权，也未担任公司高管参与公司治理，但在业务运营上大部分围绕周杰伦所进行，因此在业内被称为“周杰伦概念股”。除周杰伦外，公司亦与刘畊宏、王婉霏夫妇、庾澄庆、张杰、梁心颐、詹宇豪、陈法蓉等艺人合作。

## 历史
巨星传奇成立于2017年，创始人之一马心婷曾在台湾东森电视工作，先后担任过新闻记者、主播、制片人等职务。2008年从东森辞职后，加入IDG Capital持有的一家公司担任顾问，曾主导参与投资2家上市公司，并主导一家香港上市公司的资产并购。2016年与周杰伦经纪公司联合成立巨室文创，同时担任魔杰电竞CEO。创立当年，巨星传奇开始筹备拍摄以周杰伦为IP的旅游真人秀《周游记》第一季，并在周杰伦2017年及2018年的《地表最强》世界巡回演唱会提供分包服务，但其获利甚微。于是在2018年，公司利用明星影响力，推出一款名为LA DEW焕颜美雕面膜的产品，开始了新零售业务的尝试。翌年4月，巨星传奇推出防弹饮料魔胴咖啡，不久后随着周杰伦IP卡通形象“周同学”的推出，公司将其形象印在魔胴咖啡的包装上，同时在《周游记1》中大量植入其广告。凭借周杰伦本人和节目的影响力，魔胴咖啡的销量不断上升，截至2020年年底，魔胴咖啡销量飙升至330万盒，也成为公司大部分收入的来源。
由于巨星传奇经销加分销的多级营销模式一度被质疑为传销，2020年6月和2021年5月，昆山市市场监管局以涉嫌传销为由，冻结了巨星传奇及合作方多个相关法人和自然人的银行账户。其后昆山市市场监管局两次出具检查意见，认定其是合法的分销模式从事新零售活动，并在2020年7月及2021年7月解冻银行账户。尽管如此，分销模式依然反映了巨星传奇在销售渠道上的脆弱性。另一方面，魔胴咖啡宣称的减肥功效也引发争议。为了分摊风险，公司开始与其他艺人合作，如庾澄庆、刘畊宏、王婉霏、方文山、南拳妈妈前成员等，其中方文山担任公司的“首席文化官”一职，不过其所合作的艺人基本上是周杰伦的圈中好友。2021年11月，公司与刘畊宏的经纪公司W&V合资成立天赋星球，开始对刘畊宏IP进行运营。翌年4月，刘畊宏因在抖音健身直播的爆火，巨星传奇2022年在IP创造及管理业务上的营收达到1.04亿元，较2021年增长70.68%。巨星传奇也为刘畊宏打造“超级健身IP”，使其抖音账号粉丝数增长至2022年末的7150万，成为抖音历史上月度增粉最高的账号。2022年，巨星传奇通过抖音商店直播销售产品的收益为3410万元人民币。
2023年4月11日，巨星传奇向香港交易所递交上市申请。此前巨星传奇分别在2021年9月30日、2022年3月31日和2022年10月5日向港交所递交了上市申请，但由于申请资料过期失效而中断。5月24日，巨星传奇通过上市聆讯，计划6月上市，不过在6月9日公司公布消息称延遲上市。公司最终于7月13日上市，上市首日股价一度上涨48.24%，随后有所回落。截至当日收盘涨23.76%，报每股5.26港元。股价上涨也使周杰伦母亲叶惠美跻身亿万富豪行列。其所持有的股份以发行价计算，价值高达5400万美元。
2025年2月底，刘畊宏所持有的主社交账号与无忧传媒的合作结束，其MCN机构亦转为巨星传奇旗下的天赋星球。

## 业务
该公司的业务板块分为新零售和IP創造及运营，两个业务板块的连接则是通过IP为产品进行赋能。在新零售方面，公司主要的产品为魔胴咖啡，市场份额在中国防弹饮料市场中排名第一；另有魔力通益生元软糖、魔胴益生菌冻干粉、魔胴本草饮、魔胴轻萃咖啡等产品。2022年，又推出以健康及無添加劑食品為特點的抹茶粉“愛吃鮮摩人”。其产品均由其他企业负责代工生产，巨星传奇并不持有生产线。在护肤品方面则以“LA DEW”为主线，以子品牌“摩肌博士”及“茶小姐”推出产品。根据计划，巨星传奇将推出红参饮品、抹茶系列零食等，并围绕宠物食品、宠物玩具、IP文创扩展新品。公司产品主要通过微信等社交平台的私域流量进行传播与销售，截至2022年共拥有742名分销商和1.60万名经销商。其中最大的分销代理为李婷主理的昆山汀奢，大部分经销商都需要从昆山汀奢进货。此外，公司也不時通過抖音賬號進行直播销售。
在IP創造及运营方面，该公司策划制作了戶外生活及文化真人秀《周遊記》，亦策劃及製作以庾澄慶為中心的熱門音樂脫口秀節目《既來之則樂之》，以及以劉畊宏為中心的綜藝節目等。另外还涉足活動策劃、艺人IP管理、IP許可及銷售相關產品等。该公司为周杰伦设计了二次元形象“周同學”，同时为劉畊宏等艺人签约协议，推出二次元形象。
此外，公司同时创立了「劉畊宏肥油咔咔掉」的抖音賬號，其名称来源于劉畊宏健身直播期间的口头禅。该账号会與不同的艺人或嘉宾合作進行直播销售，但劉畊宏不參與直播销售，不过该账号会上传劉畊宏視頻、直播環節宣傳有關健康飲食及生活方式的理念、此前直播片段，以及安排王婉霏及其他曾出現在劉畊宏視頻及直播環節的嘉宾，不時參與抖音賬號的直播销售，以吸引潛在觀眾及客戶。